# Helichus cordubensis
Helichus cordubensis is een keversoort uit de familie ruighaarkevers (Dryopidae). De wetenschappelijke naam van de soort werd in 1885 gepubliceerd door Frederico Guillermo Carlos Berg.